# سرواتکی
سرواتکی (به لهستانی:  Serwatki) یک روستا در لهستان است که در گمینا نوووگرود واقع شده‌است.